# Obrijež
Obrijež (en serbe cyrillique : Обријеж) est un village de Bosnie-Herzégovine. Il est situé sur le territoire de la ville de Bijeljina et dans la république serbe de Bosnie. Selon les premiers résultats du recensement bosnien de 2013, il compte 192 habitants.

## Géographie
Le village est situé à la confluence de la Glavača et de la Brezovica et à proximité de la confluence de la Janjica et de la Janja (un affluent gauche de la Drina).

## Démographie

### Évolution historique de la population dans la localité
| 1948 | 1953 | 1961 | 1971 | 1981 | 1991 | 2013 |
| ---- | ---- | ---- | ---- | ---- | ---- | ---- |
| 235  | 246  | 236  | 247  | 234  | 218  | 192  |

|  |